# 18. etape af Giro d'Italia 2021
18. etape af Giro d'Italia 2021 er en 228 km lang flad etape, som køres den 27. maj 2021 med start i Rovereto og mål på Stradella.

## Resultater

### Etaperesultat
| \| Etaperesultat \| Etaperesultat \| Etaperesultat \| Etaperesultat \| Etaperesultat \| \| Rytter \| Rytter \| Hold \| Tid \| \| \| ------------- \| ------------------- \| --------------------------- \| ------------- \| ------------- \| \| 1. \| Alberto Bettiol \| EF Education-Nippo \| 5t 14' 43" \| \| \| 2. \| Simone Consonni \| Cofidis \| + 17" \| \| \| 3. \| Nicolas Roche \| Team DSM \| + 18" \| \| \| 4. \| Nikias Arndt \| Team DSM \| + 18" \| \| \| 5. \| Diego Ulissi \| UAE Team Emirates \| + 18" \| \| \| 6. \| Samuele Battistella \| Astana-Premier Tech \| + 18" \| \| \| 7. \| Filippo Zana \| Bardiani CSF Faizanè \| + 18" \| \| \| 8. \| Natnael Tesfatsion \| Androni Giocattoli-Sidermec \| + 18" \| \| \| 9. \| Rémi Cavagna \| Deceuninck-Quick Step \| + 24" \| \| \| 10. \| Jacopo Mosca \| Trek-Segafredo \| + 1' 12" \| \| |                     |                             |            |
| |                     |                             |            |
| Kilde: ProCyclingStats |                     |                             |            |
| Etaperesultat |                     |                             |            |
| Rytter | Rytter              | Hold                        | Tid        |
| 1. | Alberto Bettiol     | EF Education-Nippo          | 5t 14' 43" |
| 2. | Simone Consonni     | Cofidis                     | + 17"      |
| 3. | Nicolas Roche       | Team DSM                    | + 18"      |
| 4. | Nikias Arndt        | Team DSM                    | + 18"      |
| 5. | Diego Ulissi        | UAE Team Emirates           | + 18"      |
| 6. | Samuele Battistella | Astana-Premier Tech         | + 18"      |
| 7. | Filippo Zana        | Bardiani CSF Faizanè        | + 18"      |
| 8. | Natnael Tesfatsion  | Androni Giocattoli-Sidermec | + 18"      |
| 9. | Rémi Cavagna        | Deceuninck-Quick Step       | + 24"      |
| 10. | Jacopo Mosca        | Trek-Segafredo              | + 1' 12"   |

### Klassement efter etapen
| \| Samlede stilling \| Samlede stilling \| Samlede stilling \| Samlede stilling \| Samlede stilling \| \| Rytter \| Rytter \| Hold \| Tid \| \| \| ---------------- \| ---------------- \| ---------------------- \| ---------------- \| ---------------- \| \| 1. \| Egan Bernal \| Ineos Grenadiers \| 77t 10' 18" \| \| \| 2. \| Damiano Caruso \| Bahrain Victorious \| + 2' 21" \| \| \| 3. \| Simon Yates \| BikeExchange \| + 3' 23" \| \| \| 4. \| Aleksandr Vlasov \| Astana-Premier Tech \| + 6' 03" \| \| \| 5. \| Hugh Carthy \| EF Education-Nippo \| + 6' 09" \| \| \| 6. \| Romain Bardet \| Team DSM \| + 6' 31" \| \| \| 7. \| Daniel Martínez \| Ineos Grenadiers \| + 7' 17" \| \| \| 8. \| João Almeida \| Deceuninck-Quick Step \| + 8' 45" \| \| \| 9. \| Tobias Foss \| Jumbo-Visma \| + 9' 18" \| \| \| 10. \| Daniel Martin \| Israel Start-Up Nation \| + 13' 37" \| \| |                  |                        |             |
| |                  |                        |             |
| Kilde: ProCyclingStats |                  |                        |             |
| Samlede stilling |                  |                        |             |
| Rytter | Rytter           | Hold                   | Tid         |
| 1. | Egan Bernal      | Ineos Grenadiers       | 77t 10' 18" |
| 2. | Damiano Caruso   | Bahrain Victorious     | + 2' 21"    |
| 3. | Simon Yates      | BikeExchange           | + 3' 23"    |
| 4. | Aleksandr Vlasov | Astana-Premier Tech    | + 6' 03"    |
| 5. | Hugh Carthy      | EF Education-Nippo     | + 6' 09"    |
| 6. | Romain Bardet    | Team DSM               | + 6' 31"    |
| 7. | Daniel Martínez  | Ineos Grenadiers       | + 7' 17"    |
| 8. | João Almeida     | Deceuninck-Quick Step  | + 8' 45"    |
| 9. | Tobias Foss      | Jumbo-Visma            | + 9' 18"    |
| 10. | Daniel Martin    | Israel Start-Up Nation | + 13' 37"   |

| Pointkonkurrence | Pointkonkurrence | Pointkonkurrence       | Pointkonkurrence | Pointkonkurrence |
| Rytter           | Rytter           | Hold                   | Point            |                  |
| ---------------- | ---------------- | ---------------------- | ---------------- | ---------------- |
| 1.               | Peter Sagan      | Bora-Hansgrohe         | 135 point        |                  |
| 2.               | Davide Cimolai   | Israel Start-Up Nation | 113 point        |                  |
| 3.               | Fernando Gaviria | UAE Team Emirates      | 110 point        |                  |
| 4.               | Elia Viviani     | Cofidis                | 86 point         |                  |
| 5.               | Dries De Bondt   | Alpecin-Fenix          | 63 point         |                  |
| 6.               | Simone Consonni  | Cofidis                | 60 point         |                  |
| 7.               | Egan Bernal      | Ineos Grenadiers       | 59 point         |                  |
| 8.               | Alberto Bettiol  | EF Education-Nippo     | 53 point         |                  |
| 9.               | Nikias Arndt     | Team DSM               | 53 point         |                  |
| 10.              | Edoardo Affini   | Jumbo-Visma            | 50 point         |                  |

| Pointkonkurrence | Pointkonkurrence | Pointkonkurrence       | Pointkonkurrence | Pointkonkurrence |
| Rytter           | Rytter           | Hold                   | Point            |                  |
| ---------------- | ---------------- | ---------------------- | ---------------- | ---------------- |
| 1.               | Peter Sagan      | Bora-Hansgrohe         | 135 point        |                  |
| 2.               | Davide Cimolai   | Israel Start-Up Nation | 113 point        |                  |
| 3.               | Fernando Gaviria | UAE Team Emirates      | 110 point        |                  |
| 4.               | Elia Viviani     | Cofidis                | 86 point         |                  |
| 5.               | Dries De Bondt   | Alpecin-Fenix          | 63 point         |                  |
| 6.               | Simone Consonni  | Cofidis                | 60 point         |                  |
| 7.               | Egan Bernal      | Ineos Grenadiers       | 59 point         |                  |
| 8.               | Alberto Bettiol  | EF Education-Nippo     | 53 point         |                  |
| 9.               | Nikias Arndt     | Team DSM               | 53 point         |                  |
| 10.              | Edoardo Affini   | Jumbo-Visma            | 50 point         |                  |

| Bjergkonkurrence | Bjergkonkurrence  | Bjergkonkurrence       | Bjergkonkurrence | Bjergkonkurrence |
| Rytter           | Rytter            | Hold                   | Point            |                  |
| ---------------- | ----------------- | ---------------------- | ---------------- | ---------------- |
| 1.               | Geoffrey Bouchard | AG2R Citroën Team      | 180 point        |                  |
| 2.               | Egan Bernal       | Ineos Grenadiers       | 109 point        |                  |
| 3.               | Daniel Martin     | Israel Start-Up Nation | 79 point         |                  |
| 4.               | Bauke Mollema     | Trek-Segafredo         | 53 point         |                  |
| 5.               | Lorenzo Fortunato | Eolo-Kometa            | 52 point         |                  |
| 6.               | Damiano Caruso    | Bahrain Victorious     | 41 point         |                  |
| 7.               | Dries De Bondt    | Alpecin-Fenix          | 39 point         |                  |
| 8.               | João Almeida      | Deceuninck-Quick Step  | 30 point         |                  |
| 9.               | Jan Tratnik       | Bahrain Victorious     | 26 point         |                  |
| 10.              | Romain Bardet     | Team DSM               | 22 point         |                  |

| Bjergkonkurrence | Bjergkonkurrence  | Bjergkonkurrence       | Bjergkonkurrence | Bjergkonkurrence |
| Rytter           | Rytter            | Hold                   | Point            |                  |
| ---------------- | ----------------- | ---------------------- | ---------------- | ---------------- |
| 1.               | Geoffrey Bouchard | AG2R Citroën Team      | 180 point        |                  |
| 2.               | Egan Bernal       | Ineos Grenadiers       | 109 point        |                  |
| 3.               | Daniel Martin     | Israel Start-Up Nation | 79 point         |                  |
| 4.               | Bauke Mollema     | Trek-Segafredo         | 53 point         |                  |
| 5.               | Lorenzo Fortunato | Eolo-Kometa            | 52 point         |                  |
| 6.               | Damiano Caruso    | Bahrain Victorious     | 41 point         |                  |
| 7.               | Dries De Bondt    | Alpecin-Fenix          | 39 point         |                  |
| 8.               | João Almeida      | Deceuninck-Quick Step  | 30 point         |                  |
| 9.               | Jan Tratnik       | Bahrain Victorious     | 26 point         |                  |
| 10.              | Romain Bardet     | Team DSM               | 22 point         |                  |

| Ungdomskonkurrence | Ungdomskonkurrence | Ungdomskonkurrence    | Ungdomskonkurrence | Ungdomskonkurrence |
| Rytter             | Rytter             | Hold                  | Tid                |                    |
| ------------------ | ------------------ | --------------------- | ------------------ | ------------------ |
| 1.                 | Egan Bernal        | Ineos Grenadiers      | 77t 10' 18"        |                    |
| 2.                 | Aleksandr Vlasov   | Astana-Premier Tech   | + 6' 03"           |                    |
| 3.                 | Daniel Martínez    | Ineos Grenadiers      | + 7' 17"           |                    |
| 4.                 | João Almeida       | Deceuninck-Quick Step | + 8' 45"           |                    |
| 5.                 | Tobias Foss        | Jumbo-Visma           | + 9' 18"           |                    |
| 6.                 | Attila Valter      | Groupama-FDJ          | + 35' 12"          |                    |
| 7.                 | Lorenzo Fortunato  | Eolo-Kometa           | + 38' 31"          |                    |
| 8.                 | Michael Storer     | Team DSM              | + 1t 36' 47"       |                    |
| 9.                 | Einer Rubio        | Movistar Team         | + 1t 43' 37"       |                    |
| 10.                | Alessandro Covi    | UAE Team Emirates     | + 1t 46' 33"       |                    |

| Ungdomskonkurrence | Ungdomskonkurrence | Ungdomskonkurrence    | Ungdomskonkurrence | Ungdomskonkurrence |
| Rytter             | Rytter             | Hold                  | Tid                |                    |
| ------------------ | ------------------ | --------------------- | ------------------ | ------------------ |
| 1.                 | Egan Bernal        | Ineos Grenadiers      | 77t 10' 18"        |                    |
| 2.                 | Aleksandr Vlasov   | Astana-Premier Tech   | + 6' 03"           |                    |
| 3.                 | Daniel Martínez    | Ineos Grenadiers      | + 7' 17"           |                    |
| 4.                 | João Almeida       | Deceuninck-Quick Step | + 8' 45"           |                    |
| 5.                 | Tobias Foss        | Jumbo-Visma           | + 9' 18"           |                    |
| 6.                 | Attila Valter      | Groupama-FDJ          | + 35' 12"          |                    |
| 7.                 | Lorenzo Fortunato  | Eolo-Kometa           | + 38' 31"          |                    |
| 8.                 | Michael Storer     | Team DSM              | + 1t 36' 47"       |                    |
| 9.                 | Einer Rubio        | Movistar Team         | + 1t 43' 37"       |                    |
| 10.                | Alessandro Covi    | UAE Team Emirates     | + 1t 46' 33"       |                    |

| Holdkonkurrence | Holdkonkurrence       | Holdkonkurrence | Holdkonkurrence |
| Hold            | Hold                  | Tid             |                 |
| --------------- | --------------------- | --------------- | --------------- |
| 1.              | Team DSM              | 231t 54' 20"    |                 |
| 2.              | Ineos Grenadiers      | + 5' 07"        |                 |
| 3.              | Trek-Segafredo        | + 13' 18"       |                 |
| 4.              | Astana-Premier Tech   | + 28' 53"       |                 |
| 5.              | Jumbo-Visma           | + 31' 47"       |                 |
| 6.              | Team BikeExchange     | + 49' 33"       |                 |
| 7.              | Movistar Team         | + 52' 35"       |                 |
| 8.              | EF Education-Nippo    | + 54' 54"       |                 |
| 9.              | Deceuninck-Quick Step | + 1t 10' 34"    |                 |
| 10.             | UAE Team Emirates     | + 1t 21' 39"    |                 |

| Holdkonkurrence | Holdkonkurrence       | Holdkonkurrence | Holdkonkurrence |
| Hold            | Hold                  | Tid             |                 |
| --------------- | --------------------- | --------------- | --------------- |
| 1.              | Team DSM              | 231t 54' 20"    |                 |
| 2.              | Ineos Grenadiers      | + 5' 07"        |                 |
| 3.              | Trek-Segafredo        | + 13' 18"       |                 |
| 4.              | Astana-Premier Tech   | + 28' 53"       |                 |
| 5.              | Jumbo-Visma           | + 31' 47"       |                 |
| 6.              | Team BikeExchange     | + 49' 33"       |                 |
| 7.              | Movistar Team         | + 52' 35"       |                 |
| 8.              | EF Education-Nippo    | + 54' 54"       |                 |
| 9.              | Deceuninck-Quick Step | + 1t 10' 34"    |                 |
| 10.             | UAE Team Emirates     | + 1t 21' 39"    |                 |